# Дуплинский, Александр Васильевич
Алекса́ндр Васи́льевич Дупли́нский (род. 21 июля 1962) — российский военачальник, заслуженный военный лётчик Российской Федерации, военный лётчик-снайпер, генерал-лейтенант (2016). Командующий 6-й Ленинградской Краснознамённой армией ВВС и ПВО (2014—2020).

## Биография
Родился 21 июля 1962 года. С 1980 по 1984 год — курсант Борисоглебского высшего военного авиационного училища лётчиков имени В. П. Чкалова. В 1993 году поступил и в 1996 году окончил Военно-воздушную академию имени Ю. А. Гагарина. С 2007 по 2009 год — слушатель Военной академии Генерального штаба Вооружённых Сил Российской Федерации.
Проходил службу в должностях лётчика, командира звена, заместителя командира и командира эскадрильи, заместителя командира и командира авиационного полка, заместителя командира и командира авиационной дивизии, командира авиационной базы, заместителя командующего 4-го командования ВВС и ПВО Южного военного округа.
20 февраля 2013 года присвоено воинское звание «генерал-майор».
В январе 2014 года указом Президента РФ назначен командующим 1-го Ленинградским Краснознамённым командованием ВВС и ПВО Западного военного округ. Командовал армией до августа 2020 года. Освобождён от должности по состоянию здоровья.
20 февраля 2016 года присвоено воинское звание «генерал-лейтенант».
За период службы освоил несколько типов самолетов: Л-29, МиГ-21, Су-25 и Су-24М. Имеет общий налет свыше 2 000 часов. Классная квалификация — «Военный лётчик-снайпер».
Участник боевых действий в Таджикистане, Чечне и Сирии.
Обвинялся военным следственным управлением СКР по Москве в совершении преступления, предусмотренного ч. 4 ст. 159 (мошенничество в особо крупном размере) УК РФ. Дело передано в суд в августе 2020 года. В феврале 2021 года признан виновным Московским гарнизонным военным судом. Ему назначен штраф в 200 тыс. руб. Намерен обжаловать приговор.

## Награды

### Ордена
- Орден Жукова
- Орден Мужества
- Орден «За военные заслуги»

### Медали
Многие медали СССР и Российской Федерации, в том числе:
- Медаль «За отличие в соревнованиях» I место (03.12.2016)[7]